# Bordkanone 37

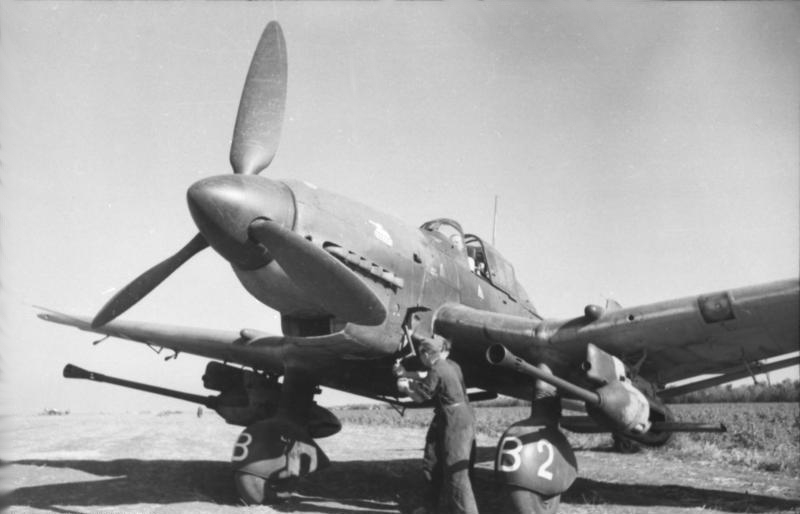
Samolot Ju 87 Stuka z zamontowanymi działkami BK 37.

Bordkanone BK 3,7 – przeciwczołgowe działko produkowane przez firmę Rheinmetall. Zostało ono zamontowane m.in. na Ju 87 D-3 i G-2.